# Marlies Smulders
Marlies Jeannette Fransisca Smulders (Amstelveen, 22 februari 1982) is een Nederlands roeister. Ze vertegenwoordigde Nederland tweemaal op de Olympische Spelen en op diverse internationale wedstrijden bij verschillende roeidisciplines.
Op de spelen van 2004 behaalde Smulders op het roeionderdeel acht met stuurvrouw een bronzen medaille. In 2008, op de Olympische Spelen van Peking, vertegenwoordigde ze Nederland wederom bij de vrouwenacht en won daarmee het zilver.
Ze woont in Amsterdam en is lid van de Amsterdamse roeivereniging A.A.S.R. Skøll. 

## Titels
- Nederlands kampioene dubbeltwee - 2002
- Nederlands kampioene acht met stuurvrouw - 2003, 2006

## Palmares

### twee zonder stuurvrouw
- 2005: 11e WK in Gifu - 7.33,17

### dubbelvier
- 2002: 8e WK in Sevilla - 6.35,06
- 2003: 9e WK in Milaan - 6.36,67

### acht met stuurvrouw
- 2004:  OS in Athene - 6.19,85
- 2007: 7e WK in München - 6.14,75
- 2008:  OS in Beijing - 6.07,22

Hurnet Dekkers · 
Annemiek de Haan · 
Nienke Hommes · 
Annemarieke van Rumpt · 
Sarah Siegelaar · 
Marlies Smulders · 
Helen Tanger · 
Froukje Wegman · 
Ester Workel (stuurvrouw)
Femke Dekker · 
Annemiek de Haan · 
Nienke Kingma · 
Roline Repelaer van Driel · 
Annemarieke van Rumpt · 
Sarah Siegelaar · 
Marlies Smulders · 
Helen Tanger · 
Ester Workel (stuurvrouw)